# Hamza

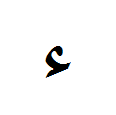
Alleinstehendes Hamza

Schreibung des Hamzas

Das Hamza (arabisch همزة, DMG Hamza; persisch همزه Hamze; Urdu ہمزہ; in älteren deutschen Texten (bis ins 19. Jahrhundert) auch Hamsa, in anderen Umschriften auch Hamzah) ist ein Schriftzeichen der arabischen Schrift. Es ist in mehreren arabisch-basierten Alphabeten mit unterschiedlichen Funktionen in Verwendung.
Im Arabischen wird das Graphem Hamza für die Schreibung des Phonems همز / Hamz / ‚Zusammenpressung‘ verwendet, das in der Standardaussprache dem stimmlosen glottalen Plosiv (auch Glottisschlag, IPA: [⁠ʔ⁠]; wie im deutschen Wort beachte [bəˈʔaxtə] in exakter norddeutscher Aussprache) entspricht.
Hamza wird entweder über oder unter ein Trägerzeichen gesetzt oder in einer unverbundenen alleinstehenden Form geschrieben, die genaue Schreibung unterliegt detaillierten Regeln (s. u.). Das Zeichen gilt in der klassischen Lehrmeinung nicht als Buchstabe und hat im Gegensatz zu den 28 Zeichen des arabischen Alphabets kein Äquivalent in einer anderen semitischen Schrift. Hamza entstand erst um das 8. Jahrhundert, als der Buchstabe Alif einen Bedeutungswandel vollzog und ein neues Zeichen für den Glottisschlag als notwendig erachtet wurde.
In anderen arabisch geschriebenen Sprachen markiert Hamza einen Hiatus, zeigt einen Wortbeginn mit einem Vokal an oder findet als Umlaut- oder diakritisches Zeichen Verwendung.

## Erscheinung

Alif mit übergesetztem Hamza
Alif mit untergesetztem Hamza
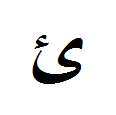
Yāʾ mit übergesetztem Hamza
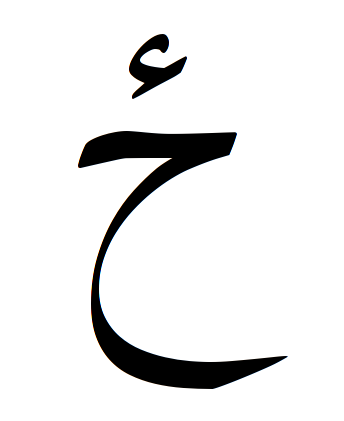
Ḥāʾ mit übergesetztem Hamza

Im Gegensatz zu den 28 „echten“ arabischen Buchstaben ist die Erscheinungsform des Hamza nicht von seiner Position im Wort (initial, medial, final, isoliert) abhängig. Das Zeichen existiert nur in einer Form, die im modernen Arabisch über oder unter einen Trägervokal, كرسي / kursī / ‚Sessel‘ genannt, oder „auf die Linie“ zu setzen ist. Als Trägervokal können im Arabischen die Buchstaben Alif (ا), Wāw (و) und Yāʾ (ي) fungieren, wobei Yāʾ als Hamzaträger (außer in maghrebinischen Ausgaben der Lesung des Nāfiʿ) seine diakritischen Punkte verliert. Hamza „auf der Linie“ bezeichnet ein neben den vorgehenden Buchstaben gesetztes unverbundenes Hamza ohne Trägerzeichen; im Koran finden sich trägerlose Hamza-Zeichen auch direkt über oder unter der Verbindungslinie zwischen zwei Buchstaben. Weitere Zeichen für das arabische Phonem Hamz sind Madda und Wasla (siehe Taschkīl).
In der arabischen Schrift anderer Sprachen findet sich das Hamza auch über und unter anderen Trägerzeichen. Als diakritisches Zeichen wird Hamza in der paschtunischen Schrift über dem Ḥāʾ (ح) und im Ormuri über dem Rāʾ (ر) verwendet. In der arabischen Schrift des Kasachischen dient ein „hohes“ Hamza als Umlautzeichen; im Kashmiri ist neben dem „normalen“ auch ein gewelltes Hamza in Verwendung – beide Formen dienen der Vokalisierung und können über und unter sämtlichen Konsonantenzeichen und Alif auftreten. Nur am Wortende zu finden ist Hamza über Čhōťī hē (ہ) und Baŕī yē (ے) im Urdu sowie im Persischen über dem Hāʾ (ه).
Folgt der Trägerbuchstabe Alif auf ein Lām, kommt Hamza über oder unter die obligatorische Ligatur Lām-Alif (لا).

## Entstehung und Entwicklung des Zeichens
Die Erfindung des Graphems Hamza steht in engem Zusammenhang mit einem Bedeutungswandel des Buchstabens Alif, der um das 8. Jahrhundert die Funktion als Zeichen für den Glottisschlag ablegte und stattdessen als Vokal-Dehnungszeichen in Gebrauch kam.
Die arabische Schrift entwickelte sich vermutlich aus der nabatäischen Schrift, einer Konsonantenschrift, in der – wie in den meisten semitischen Alphabeten – ein Glottisschlag mit dem Buchstaben Ālaf notiert wurde. Im Aramäischen wurde dieser Laut zunehmend abgeschwächt artikuliert; im Nabatäischen übernahm Ālaf zusätzlich die Funktion des Schriftzeichens für ein finales /ā/. Ālaf hatte somit schon in dieser Phase seiner Entwicklung zwei Funktionen (Zeichen für Glottisschlag und langes /ā/), jedoch wurde erst mit dem Alif der arabischen Schrift auch die Dehnung eines kurzen /a/ zum langen /ā/ in der Wortmitte markiert:
Anfangs wurden lange /ā/ mit einem kleinen hochgestellten Alif markiert. Kurz vor der Wirkungszeit des Sprachgelehrten al-Farāhīdī (8. Jahrhundert) wurde jedoch dazu übergegangen, stattdessen Alif als mater lectionis zu setzen. Die Redaktion des Koran war schon abgeschlossen; sein Konsonantengerippe galt als gottgegeben – es zu verändern war nicht erlaubt, jedoch konnte man (kleine oder farbige) Zeichen hinzufügen. Das Einsetzen von (roten) Alifs als Dehnungszeichen erfolgte uneinheitlich, ohne festen Plan und in mehreren Perioden. Im Laufe der Zeit wurde – besonders im osmanischen Reich – aus roten Alifs normale Alifs. In der Kairiner Koranausgabe von 1924 wurden über fünftausend solcher eingefügten Dehnungsalif wieder aus dem Text genommen und durch hochgestellte kleine Alifs ersetzt. Auch im modernen Arabisch wird in einigen Worten ein langer /ā/-Laut nicht mit Alif als mater lectionis, sondern mit diesem optionalen Hilfszeichen geschrieben.

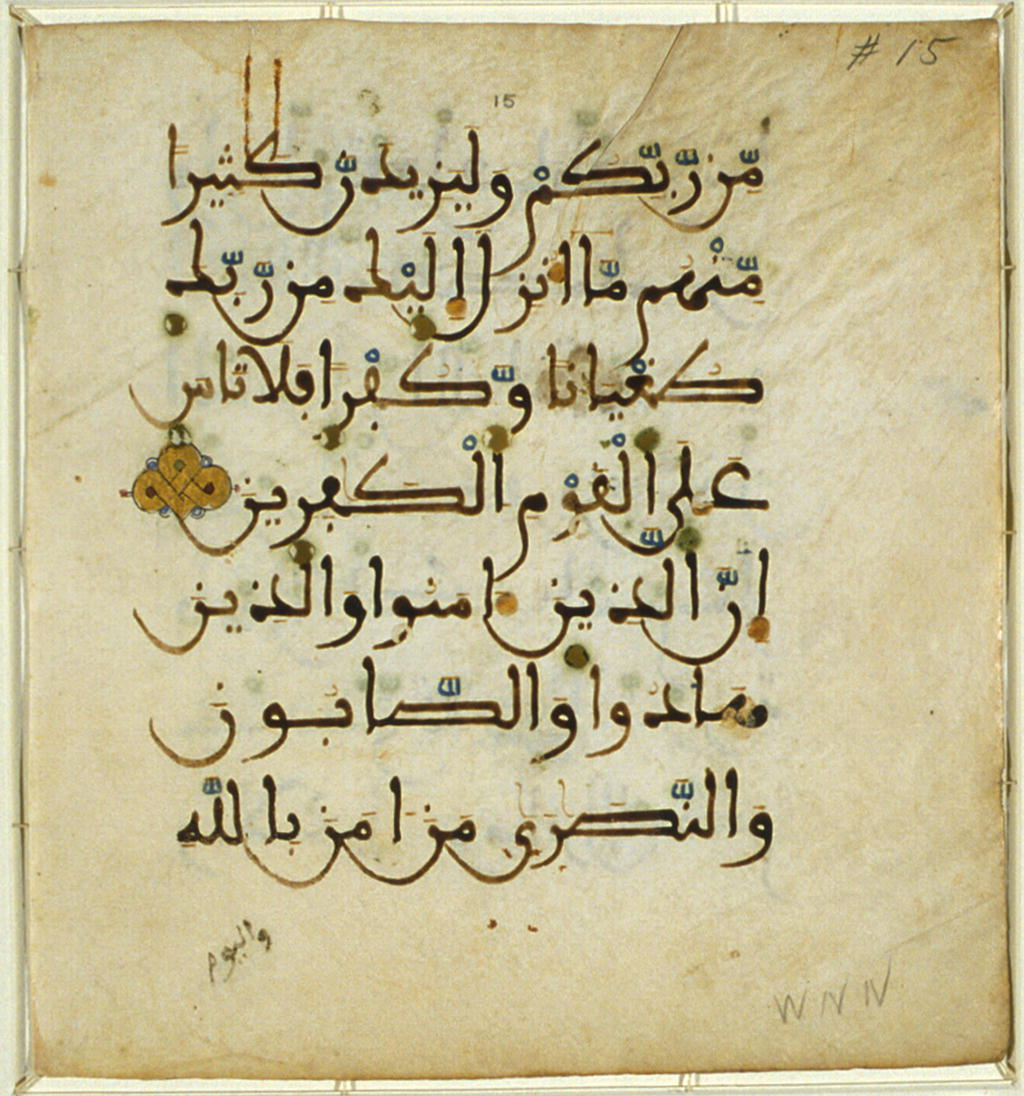
Arabische Kalligraphie: 68. und 69. Vers der Sure (al-Māʾida) im maghrebinischen Duktus – für Hamz wurden hier gelbe Punkte gesetzt

Frühe Systeme zur Unterscheidung der vokalischen und konsonantischen Funktionen eines Zeichens verwendeten hierzu verschiedene Varianten zusätzlicher Punkte. Ein gelber oder grüner Punkt, der durch seine Stellung über, neben oder unter dem Trägerzeichen zugleich die Vokalisierung ausdrückte, zeigte die korrekte Artikulierung des Trägers als Hamz an; in einem anderen System wurde der Glottisschlag durch doppeltes Setzen des Vokalpunktes beiderseits des Trägerzeichens markiert.

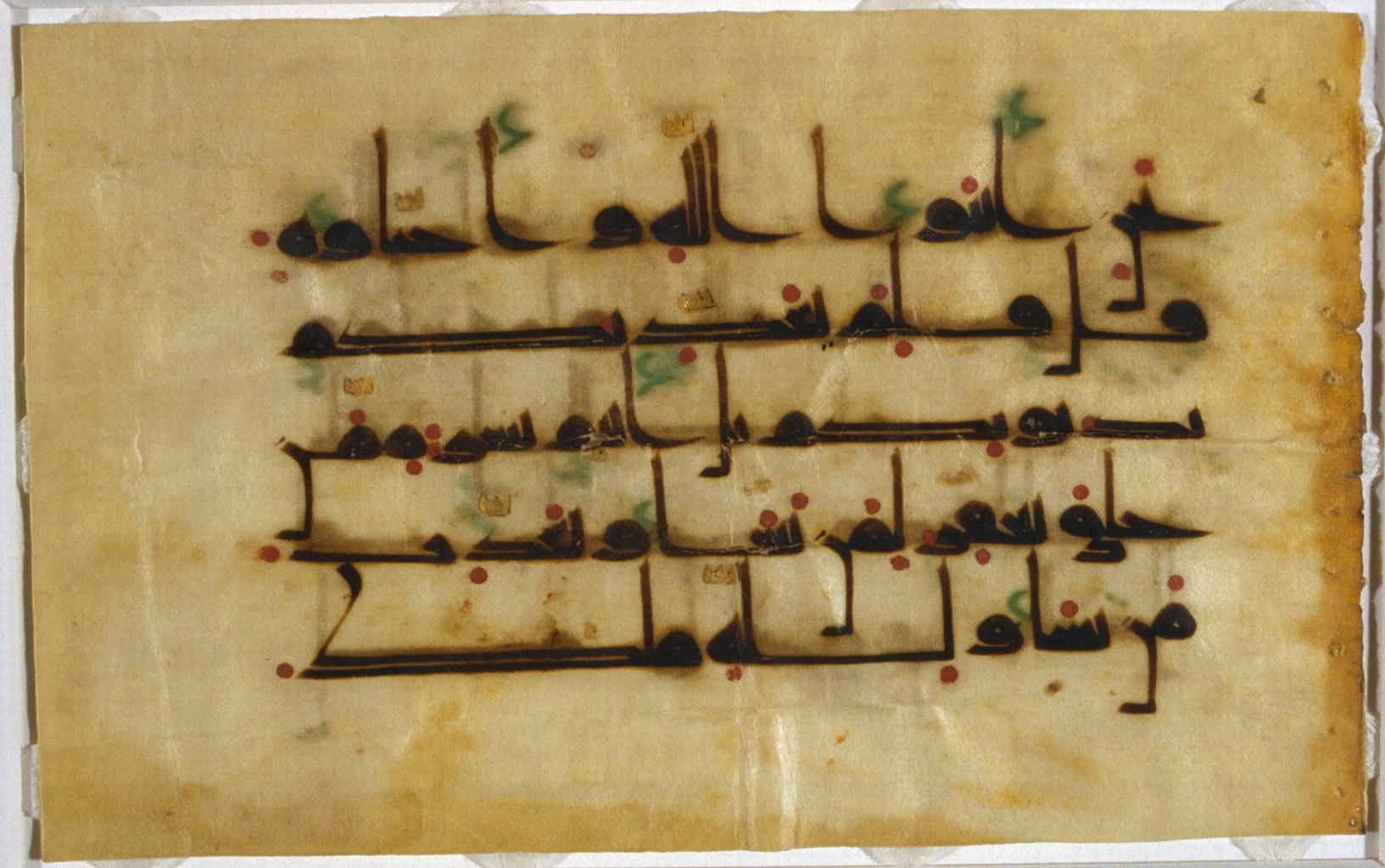
Kalligraphie aus dem 10. Jahrhundert (18. Vers der Sure al-Māʾida): Dem Text in schwarzer Tinte wurden später rote Punkte für die Vokalisation, goldene Geminierungszeichen (Schadda) und grüne Hamza hinzugefügt – Schadda und Hamza haben hier bereits ihr heutiges Erscheinungsbild

Der Ursprung des heutigen Zeichens für den Glottisschlag in der arabischen Schrift (ء) wird überwiegend, so etwa von Richard Lepsius und Kees Versteegh, in der initialen Form des Buchstaben ʿAin (ﻋ) vermutet, des Zeichens für den stimmhaften pharyngalen Frikativ [ʕ], dessen Lautqualität der des Hamza am nächsten käme. Heinrich Alfred Barb führte hingegen mehrere Beispiele aus der arabischen und persischen Sprache an, aus denen er eine Abwandlung zum Hamza aus der isolierten Form des Yāʾ ohne Punkte (ى) ableitete. Theodor Nöldeke zufolge ist Barbs Annahme jedoch „durchaus unrichtig“.
Als Erfinder des Zeichens in seiner heutigen Form gilt laut dem Historiolinguisten Versteegh der arabische Grammatiker Abū l-Aswad ad-Duʾalī (7. Jahrhundert). Abū l-Aswad habe begonnen, kleine ʿAins in Texte einzufügen, wo ein Wāw, Yāʾ oder Alif in den Dialekten des Hidschāz als Langvokal, im Koran jedoch als Glottisschlag auszusprechen sei. Der Orientalist Gotthold Weil schreibt diese Neuerung hingegen al-Farāhīdī zu. In der Verwendung von Alif als mater lectionis sah al-Farāhīdī, so Weil, eine Verwechslungsgefahr mit dem Glottisschlag, und kennzeichnete das konsonantisch verwendete Alif daher mit einem übergesetzten Lesezeichen.
Anfangs war stets Alif Kursī eines Hamza. Während Hamz im klassischen Arabisch Phonemcharakter hat, war er im nicht-klassischen Arabisch, auf welchem die arabische Orthographie basiert, nur im Wortanlaut erhalten und in Form eines Alif verschriftet. In allen anderen Positionen war Hamz durch verschiedene Arten von Tachfīf al-hamza zu /y/ oder /w/ abgeschwächt, entfallen oder durch eine Dehnung des vorstehenden Vokals ersetzt. In der Orthographie des klassischen Arabisch wurde jenes Zeichen zum Träger des Hamzazeichens, das in der nicht-klassischen Orthographie den abgeschwächten oder ersetzten Glottisschlag darstellte – somit wurden auch Yāʾ und Wāw mögliche Hamzaträger. Wenn im nicht-klassischen Arabisch Hamz entfiel, erhielt die klassische Orthographie ein Hamza ohne Träger.
siehe auch: Geschichte der arabischen Schrift

## Hamza und das arabische Alphabet
Arabische Gelehrte sind sich sowohl beim Hamza als auch beim Alif uneinig, ob diese als Buchstaben des arabischen Alphabets zu bezeichnen sind. In der klassischen Lehrmeinung hat Alif den Status als Buchstabe. Alif lässt sich aus dem phönizischen Alphabet ableiten und ist somit viel älter als Hamza. Hamza steht jedoch für den Laut, den die Vorläufer des Alif repräsentierten.
Der Sprachwissenschaftler al-Farāhīdī zählte im 8. Jahrhundert 27 oder 28 Buchstaben im arabischen Alphabet (ob er Hamza/Alif aus dem Alphabet strich oder ihm nur den ersten Platz verwehrte ist nicht zu ermitteln), sein Schüler Sībawaih 29 – er erkannte sowohl Hamza als auch Alif als Buchstaben an. Abū l-ʿAbbās al-Mubarrad, ein Grammatiker aus dem 9. Jahrhundert, strich Hamza aus seinem Alphabet, da es sein Erscheinungsbild mehrfach gewechselt hatte und kein Buchstabe mit feststehender Gestalt sei, nahm Alif am Ende des Alphabets auf und kam dadurch auf 28 Buchstaben. Der Orientalist Gotthold Weil bezeichnet die Aufnahme von sowohl Alif als auch Hamza ins Alphabet als „linguistisch und historisch unrichtig“ – Hamza und das Dehnungs-Alif hatten bis zur Erfindung des Graphems Hamza eine gemeinsame Form, ebenso wie heute noch die Buchstaben Wāw und Yāʾ, die als Konsonant und als Dehnungszeichen ebenso eine Doppelfunktion haben.

„Gerade an der Geschichte des Lautes Alif im Arabischen kann man erkennen, wie stark sich die mangelnde Kenntnis der semitischen Sprachen bei den arabischen Nationalgrammatikern fühlbar macht. Mit Hülfe jener erkennt man nämlich, dass das Hamza ein dem Alphabet wesensfremder Bestandteil ist, dass es von Haus aus nur ein Lesezeichen ist […], dass ferner der Name des ersten Buchstaben des Alphabets Alif heisst, dass in dieser Eigenschaft selbstverständlich nur lautbarer Konsonant sein kann, da sich Vokale in keinem semitischen Alphabet finden, und dass endlich Alif, و und ى […] als matres lectionis oder Dehnungsbuchstaben im Kapitel der Vokale zu behandeln sind.“

## Hamza in der arabischen Sprache

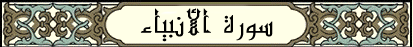
kalligraphisch dargestellter Titel der 21. Koransure (in moderner Orthographie) – Hamza tritt hier am Wortende alleinstehend und über der Ligatur Lām-Alif auf

In der arabischen Sprache ist Hamza Graphem für das Phonem Hamz, welches im Hocharabischen dem Phon [ʔ] (stimmloser glottaler Plosiv) entspricht. Die Regeln zur Schreibung des Hamza im modernen Standard-Arabisch weisen einige Unterschiede zur Orthographie des Koran auf. Im modernen Arabisch enthält auch ein Alif mit Madda das Phonem Hamz (gefolgt von /ā/), wohingegen die Madda im Koran ein reines Längungszeichen ist, das nicht nur über Alif gesetzt werden kann.
Hamza und Madda sind Grapheme für das Hamzat al-qatʿ / همزة القطع / Hamzatu l-qaṭʿ / ‚Schnitt-Hamza‘, am Wortbeginn auch Trennungsalif genannt. Hamzatu l-qatʿ ist ein vollwertiger Konsonant, der auch als Radikal wie in قرأ / qaraʾa / ‚lesen‘ auftaucht, mit einer Schadda geminiert werden und an jeder Position im Wort auftreten kann. Wasla, Graphem für ein „Hilfshamza“ (Hamzat al-wasl / همزة الوصل / Hamzatu l-waṣl / ‚Kopplungs-Hamza‘), existiert hingegen nur am Wortanfang und beinhaltet ein Hamz nur im absoluten Anlaut.
Steht Hamza über oder unter einem Trägervokal, ist dieser zwar ein Hinweis auf die korrekte Aussprache, selbst jedoch nicht auszusprechen. Die Schreibung des Hamzas unterliegt detaillierten Regeln, jedoch werden Hamzas am Wortbeginn oft weggelassen.
Der arabische Artikel al- / ال wird bei mit Hamza beginnenden Wörtern so wie vor Mondbuchstaben nicht assimiliert.
siehe auch: Der Glottisschlag im Arabischen

### Hamza-Schreibregeln im Modernen Standard-Arabisch

#### Wortbeginn
Am Wortbeginn steht Hamza stets über oder unter einem Alif – umgekehrt trägt ein Alif am Wortbeginn immer ein Hamza, Wasla oder eine Madda, jedoch wird auf das Setzen der Hamza oft und auf das Wasla noch häufiger verzichtet. Ist der Wortanfang nicht gleich dem Beginn einer Zeichenkette (im Arabischen werden der Artikel al- und aus nur einem Buchstaben bestehende Präpositionen, Konjunktionen und Partikeln wie wa- / و / ‚und‘, bi- / ب / ‚mit, durch‘ und li- / ل / ‚für‘ ans folgende Wort angehängt), gelten dennoch die Schreibregeln für ein Hamza am Wortbeginn.
Unter das Alif wird Hamza gesetzt, wenn dem Glottisschlag ein kurzer oder langer /i/-Laut folgt (Beispiele: إسلام / ʾislām, إيمان / ʾīmān / ‚Glaube‘). Folgt ein kurzes oder langes /u/, ein Diphthong oder ein kurzes /a/, kommt das Hamza auf das Alif (أم / ʾumm / ‚Mutter‘, أول / ʾauwal / ‚Anfang‘, أمر / ʾamara / ‚befehlen‘). Beginnt das Wort mit Glottisschlag und langem /ā/, ist Alif mit Madda zu setzen (آل / ʾāl / ‚Sippe‘). Einen unvokalisierten Konsonanten am Wortbeginn kennt die arabische Sprache nicht, dies trifft auch auf Hamza zu.

#### Wortmitte
Wie Hamza in der Wortmitte zu schreiben ist, bestimmen die beiden das Hamza umgebenden Laute, wobei der Laut unmittelbar vor dem Hamza ignoriert wird, wenn er ein Langvokal oder Diphthong ist.
Bleibt Hamza unvokalisiert und folgt ihm somit ein Konsonant, ist der Vokal vor dem Hamza ausschlaggebend: Ist jener Vokal ein /i/, ist Hamza über ein Yāʾ, bei einem /u/ über ein Wāw, bei einem /a/ über ein Alif zu schreiben (بئر / biʾr / ‚Brunnen‘, مؤمن / muʾmin / ‚Bekenner, Gläubiger‘, رأس / raʾs / ‚Kopf‘). Folgt Hamza auf einen nicht vokalisierten Konsonanten, ist nach demselben Prinzip der nach dem Hamza folgende Vokal entscheidend, jedoch erhält Hamza nach einem Yāʾ stets ein (weiteres) Yāʾ als Träger.
Liegt Hamza zwischen zwei Vokalen, ist Hamza über ein Yāʾ zu setzen, wenn zumindest einer der beiden umgebenden Selbstlaute ein /i/ ist (رئة / riʾa / ‚Lunge‘). Stößt Hamza auf zumindest ein /u/, nicht aber auf ein /i/, kommt es über ein Wāw (سؤال / suʾāl / ‚Frage‘). Über ein Alif wird Hamza nur gesetzt, wenn beide umgebenden Selbstlaute /a/ sind (سأل / saʾala / ‚fragen‘). Bei /āʾa/, /āʾā/ und /ūʾa/ ist Hamza ohne Träger „auf die Linie“ zu schreiben (قراءة / qirāʾa / ‚Lektüre‘), dies verhindert das direkte Aufeinandertreffen zweier Alif im Schriftbild. Ist gemäß den bisher genannten Regeln ein Hamza mit Alif als Träger zu schreiben, dem Alif als Dehnungszeichen für den langen /ā/-Laut folgt, ist Alif mit Madda zu setzen (قرآن / qurʾān / ‚Koran‘).

#### Wortende
Folgt Hamza am Wortende einem Kurzvokal, ist dieser für die Schreibung des Hamza ausschlaggebend. In diesem Fall gilt wiederum, dass Hamza nach einem /i/ über Yāʾ, über Wāw nach einem /u/ und über ein Alif nach einem /a/ zu schreiben ist (قارِئ / qāriʾ / ‚Leser‘, لؤلؤ / luʾluʾ / ‚Perle‘, خطأ / ḫaṭaʾ / ‚Fehler‘). Nach einem Langvokal, Diphthong oder unvokalisierten Konsonanten wird Hamza ohne Träger „auf die Linie“ geschrieben (ماء / māʾ / ‚Wasser‘, شيء / šaiʾ / ‚Sache‘, بطء / buṭʾ / ‚Verzögerung‘). Ist Hamza am Wortende vokalisiert (bedeutet, dass dem Glottisschlag noch ein Kurzvokal folgt), verändert sich die Schreibung nur, wenn Alif mit Hamza ein Kasra oder Kasratān folgt – Hamza ist dann unter Alif zu setzen (خطإ / ḫaṭaʾin). Bei stammauslautendem /-aʾ/ ist stets Alif Hamzaträger.
Rückt Hamza durch ein Suffix in die Wortmitte, gelten prinzipiell die Regeln der Mittelstellung mit zwei Ausnahmen:
- Folgt Hamza einem Zeichen, das nicht nach links verbunden werden kann (ا د ذ ر ز و), und ist es mit Fatha vokalisiert, steht es ohne Träger
- Folgt Hamza einem nicht vokalisierten Yāʾ, steht Yāʾ als Träger

Steht Hamza in Verbindung mit der Endung des unbestimmten Akkusativ mit Fathatān (Nunation), gelten wiederum besondere Regeln: Ist Fathatān ansonsten immer über ein Alif oder Alif maqsūra, welche als Fathatān-Träger keinen eigenen Lautwert haben, oder Tāʾ marbūṭa zu setzen, ist das Fathatan direkt über ein trägerloses Hamza zu setzen, wenn es einem Alif als Zeichen für ein langes /a/ folgt. Endet ein Wort mit einem Alif als Hamzaträger, ist Fathatān über dieses Zeichen zu setzen. Folgt einem Hamza nur noch ein Alif mit Fathatān, gelten die Regeln der Mittelstellung. Liegt Hamza als vorletztes Graphem im Wort zwischen Yāʾ und Alif mit Fathatān, ist Hamza mit Yāʾ als Träger zu schreiben.
Ist Yāʾ mit Hamza das letzte Zeichen eines Wortes, ist an dessen Stelle die Schreibweise mit einem trägerlosen Hamza nach einem punktelosen Yāʾ ebenfalls in Gebrauch (قارىء).

#### Abweichungen
Diese Regeln werden nicht von allen anerkannt und es gibt vereinzelte Abweichungen. Bei /aʾū/ wird öfter Alif als Hamzaträger verwendet, bei /ūʾū/ ein Yāʾ oder Hamza ohne Träger. Bei /īʾū/, /āʾū/ und /ʾū/ nach einem Konsonanten wird gerne Yāʾ als Hamzaträger verwendet. In diesen Punkten gibt es mehrere sich zum Teil widersprechende Lehrmeinungen. In älteren Orthographien wurde das Aufeinandertreffen gleicher Buchstaben (als Trägerzeichen des Hamza und als Konsonanten- oder Dehnungszeichen) häufig vermieden, indem Hamza ohne Träger gesetzt wird (رءوس / ruʾūs, heute gewöhnlich رؤوس, mitunter auch ohne Zeichen für die Vokaldehnung رؤس).
Bei تأريخ / taʾrīḫ / ‚Datierung, Geschichte‘ entfiel im Laufe der Zeit die Artikulation des über Alif gesetzten Hamza, heute ist sowohl in der Aussprache als auch in der Orthographie تاريخ / tārīḫ üblich. Als „isolierten Fall historischer Orthographie“ bezeichnet Wolfdietrich Fischer die Schreibung مائة anstelle von مئة / miʾa / ‚hundert‘; die klassische Orthographie verwendet im Wortinneren nach einem Langvokal oder Sukūn stets Hamza „auf der Linie“. Insbesondere in älteren Handschriften finden sich Schreibweisen, die der heute gültigen Orthographie widersprechen. Die Abweichungen reichen von der Vernachlässigung eines Hamza im Auslaut oder Wortinneren über das Weglassens des Hamza über dem Trägerzeichen bis zu einer Substituierung durch Yāʾ.

### Hamza im Koran
Im Koran findet sich Hamza zusätzlich zu den Erscheinungsformen des modernen Standardarabisch auch trägerlos über und unter der Linie (ــٔـ, ــٕـ) sowie nicht nur über, sondern auch unter einem Yāʾ. Ein trägerloses Hamza über der Linie zwischen Lām und Alif beeinflusst die Bildung der Ligatur Lām-Alif nicht.
Die Schreibregeln eines Hamza im Koran unterscheiden sich von denen des modernen Standardarabisch: Nach einem Sukūn wird ein Hamza in der Wortmitte ohne Träger entweder auf oder über die Linie gesetzt. Hamza mit Kasra in medialer Position wird nicht über ein Yāʾ, sondern darunter gesetzt, wobei das Yāʾ punktelos bleibt. Um zwei identische Schriftzeichen hintereinander zu vermeiden, wird Hamza trägerlos geschrieben, wenn es sonst Wāw als Träger vor einem weiteren Wāw oder Yāʾ als Träger vor einem weiteren Yāʾ hätte. Ebenso entfällt Alif als Hamzaträger vor oder nach einem weiteren Alif, folglich können in einigen Koranausgaben Wörter mit einem Hamza auf der Linie gefolgt von einem Alif beginnen (Beispiel: ءامنوا, im modernen Standardarabisch hingegen آمنوا). Madda ist in allen Koranausgaben immer Längungszeichen und enthält keinen Glottisschlag.
Zwei weitere Hamza-Varianten sind in maghrebinischen Koranausgaben überliefert: Yāʾ behält in diesen auch als Hamzaträger seine diakritischen Punkte, mit Alif als kursī taucht Hamza in drei statt nur in zwei verschiedenen Lagen auf. Unterhalb eines Alif steht Hamza wie auch sonst für eine Vokalisierung mit /i/, über dem Alif jedoch nur für eine Vokalisierung mit /a/. Ein mit /u/ vokalisiertes kursī-Alif trägt Hamza an seiner Seite auf halber Höhe.
Im Koran finden sich jedoch zahlreiche Abweichungen bei der Schreibung eines Hamza. Theodor Nöldeke zufolge kommt „beim Darstellen dieses Konsonanten […] am meisten die Unbeholfenheit der ältesten Qorânschreiber zum Vorschein“. Im Dialekt der Quraisch, des arabischen Volksstammes, dem der Prophet Mohammed angehörte, sei ein Hamza meist gar nicht oder als [j] oder [w] artikuliert worden, was auf die Koran-Orthographie großen Einfluss gehabt habe, ebenso auf hidschāzische Lesarten des Korans, nicht jedoch auf andere arabische Dialekte. Hamza wird häufig weggelassen, wenn es einem unvokalisierten Konsonanten folgt, einem /a/ vorsteht oder folgt oder wenn zwei identische Zeichen aufeinanderstoßen würden. Trennt Hamza zwei in ihrer Qualität verschiedene Vokale, drückten sich die Koranschreiber, so Nöldeke, in vielen Fällen „seltsam“ aus.

### Umschrift
Beim Transliterieren oder Transkribieren arabischer Texte ins lateinische Schriftsystem wird ein Hamza am Wortbeginn in vielen Umschriften nicht wiedergegeben. Die Transkription oder Transliteration eines Hamza erfolgt bei der DMG und EI als modifizierender rechter Halbkreis (<ʾ>), bei ISO 233 mit einem Betonungszeichen (<ˈ> wenn mit Trägerzeichen, alleinstehend <ˌ>), bei der Umschrift der UNGEGN und ALA mit Apostroph (<’>). Die Umschrift einer Madda erfolgt als Umschrift des Hamza mit nachfolgender Umschrift des Alif (bei ISO 233 jedoch als <ʾâ>).
| Braille-Zeichen: | ⠄ P3 | ⠌ P34 | ⠳ P1256 | ⠽ P13456 |
| Hamza-Form:      | ء    | أ/إ   | ؤ       | ئ        |

Im „Chat-Arabischen“ wird für ein Hamza die Ziffer <2> gesetzt. Das Morsezeichen für (ein alleinstehendes) Hamza ist <•>; die (rechtsläufige) arabische Brailleschrift kennt für Hamza abhängig vom Trägerzeichen verschiedene Entsprechungen.

## Hamza in anderen Sprachen
Das Hamza ist auch Bestandteil mehrerer arabisch-basierter Schriftsysteme anderer Sprachen, übernimmt dort jedoch nicht selten zusätzliche oder andere Funktionen als im Arabischen. Angeführt werden hier nur Sprachen, in denen die Funktion des Hamza-Zeichens über die des Graphems für den Glottisschlag hinausreicht – die Regeln zur Schreibung dieses Lautes können in hier nicht angeführten Sprachen dennoch denen der arabischen Sprache widersprechen.

### Iranische Sprachen

#### Persisch
In der Schrift der persischen Sprache taucht Hamza (Hamze) einerseits in Wörtern persischen Ursprungs auf, andererseits in Wörtern arabischen Ursprungs. In Wörtern arabischen Ursprungs kann es in medialer oder finaler Position auftauchen, geschrieben wird Hamza bei diesen Wörtern ohne Trägerzeichen oder über Alif (persisch Alef), Wāw (Vāv) oder Yāʾ (Ye). Die Schreibung des Hamza stimmt jedoch nicht immer mit der im arabischen Original überein, und da ein solches Hamza im Persischen unausgesprochen bleibt, wird es auch nicht immer geschrieben.

„Für die korrekte Schreibweise sind zwar größtenteils Regeln aufgestellt, die Form ﺋ büßt dennoch nichts von seiner Beliebtheit ein.“

In Wörtern persischer Herkunft kann Hamze eine Ezāfe-Endung markieren. Über einem Hāʾ (He) am Wortende zeigt es die Endung /-eye/ an, über einem Ye die Endung /-iye/, jedoch wird das Hamze in diesen beiden wie auch in den weiteren Fällen nicht immer gesetzt, in modernen Texten findet sich außerdem anstelle eines dem He aufgesetzten Hamze ein ihm nachgestelltes isoliertes Ye. Dieses „persische hämzä“ habe sich, so Sebastian Beck in seiner Grammatik des Neupersischen (1914), aus einem übergesetzten Ye (im Persischen stets punktelos ى) entwickelt, dessen Lautwert es in dieser Form darstellt. Das Unicode-Zeichen trägt noch heute den Namen „arabischer Buchstabe He mit Ye darüber“; Beck selbst nennt dieses übergesetzte Zeichen jedoch – seiner modernen Form entsprechend – hämza.
Veraltet ist die Schreibung Ye mit Hamze vor einem weiteren Ye nach den Vokalen /ā/ oder /u/ – an ihrer Stelle werden heute zwei normale Ye gesetzt. Ebenfalls nicht mehr in Gebrauch ist He mit Hamze für die Endung /-eī/, die heute mit He-Alef-Ye geschrieben wird, wobei He und Alif nicht verbunden werden (Beispiel خامنه‌ای, DMG Ḫāmene’ī, Chāmeneī).
Auch in manchen Fremdwörtern, zum Beispiel in گازوئيل Gāzuil, DMG gāzū’īl, ‚Gasöl‘, zeigt Hamza den Wechsel zwischen zwei Vokalen an.

#### Sorani-Kurdisch
Das Sorani-Kurdische verwendet, ähnlich wie das Uigurische, ein <ﺋ> vor den meisten Vokalen am Wortbeginn. Lediglich der /i/-Laut, der an anderen Positionen im Wort nicht geschrieben wird, wird in initialer Position nicht mit <ﺋ> eingeleitet, sondern als Alif <ا> geschrieben; <ئا> als Digraph für ein initiales /a/ kann durch <آ> ersetzt werden.

#### Paschtunisch
In der paschtunischen Schrift ist Hamza als diakritisches Zeichen über den Buchstaben Ḥāʾ (paschtunisch Hā-yi huttī) und Yāʾ (Je) in Verwendung. Hā-yi huttī mit Hamza, der Buchstabe Dze (ځ), wird regional unterschiedlich als [d͡z] oder [z] ausgesprochen; Je mit Hamza (Fe'li Je) ist eine der fünf im Paschtunischen vertretenen Varianten des Je und steht für die Endung [-əy] bei Verben in der 2. Person Plural.
In der Peschawar-Orthographie finden sich – in Anlehnung an die Schrift des Urdu – auch ein Baŕī yē und Hāʾ (hā-yi hawwaz) mit übergesetztem Hamza, jeweils als Zeichen für Vokale am Wortende. Hā-yi hawwaz mit Hamza ist ein Zeichen für den Vokalauslaut /-a/, das Baŕī yē mit Hamza ersetzt bisweilen die Zeichen Fe'li Je und Ṣchadzina Je.
Die Ezāfe-Endung /-ʾi/ wird durch Anhängen eines Hamza gekennzeichnet. In arabischen Fremdwörtern finden sich die Hamzaformen der arabischen Sprache.

#### Ormuri
Im Ormuri, eine südostiranische Sprache aus Süd-Wasiristan mit etwa 1000 Sprechern, existiert der Laut [r̝], für den ein Rāʾ mit Hamza gesetzt wird. Der Laut kommt in keiner anderen indoiranischen Sprache vor. Das Affrikat [d͡z] ist als Ḥāʾ mit Hamza verschriftlicht.

### Indoarische Sprachen

#### Urdu
Hamza hat in der Schrift des Urdu verschiedene Funktionen und taucht „auf der Linie“ ebenso auf wie über Yāʾ (Urdu: Čhōťī yē), Wāw (Wāō), Čhōťī hē (hat die Funktion des Hāʾ des Arabischen, jedoch nur isoliert dieselbe Form) und Baŕī yē.
Zum einen trennt Hamza zwei Selbstlaute. Im Falle von إن شاءاﷲ, „Inschallah“, wird die Schreibweise „auf der Linie“ vom arabischen Original beibehalten. Ist der zweite Vokal ein [iː] oder [e], dargestellt durch Čhōťī yē oder Baŕī yē, sitzt das Hamza vor jenem Buchstaben auf einem „Sessel“ (≈ Čhōťī yē). Ist der zweite Vokal ein kurzes [ɪ], wird dieser ebenso durch ein Hamza auf einem „Sessel“ dargestellt. Wenn der zweite Vokal ein durch ein Wāō dargestelltes [uː] oder [o] ist, kann das Hamza auf das Wāō gesetzt werden, wird jedoch oft ausgelassen. Ebenso ohne Hamza wiedergegeben werden die Vokalkombinationen [iːɑ̃], [iːe] und [iːo].
Ein zweiter Zweck des Hamza ist das Kennzeichnen der Ezafe (Izāfat). Im Urdu wird eine Izāfat nach Čhōťī yē oder einem Konsonanten mit dem optionalen Vokalzeichen Zer (entspricht dem arabischen Kasra) markiert; nach einem Baŕī yē bleibt sie unverschriftet. Endet das erste Wort eines Izāfat-Gefüges mit einem Čhōťī hē, wird zur Markierung der Izāfat über dieses Zeichen ein Hamza gesetzt; endet das erste Wort mit einem Alif oder Wāō, wird die Izāfat durch ein Baŕī yē gekennzeichnet, über das ein Hamza gesetzt werden kann.
Um Angaben in islamischer Zeitrechnung von gregorianischen Daten unterscheiden zu können, werden islamische mit einem Dō-čašmī hē, gregorianische Zeitangaben mit einem Hamza versehen (١٢٣٤ھ für 1234 AH; ۲۰۰۴ء für 2004 n. Chr.). Das Hamza der Datumsangaben ist ein Behelf für ein kleines ʿAin, dem ersten Buchstaben von عيسوى / īsawī / „christlich“ – in Handschriften und gutem Typensatz wird der Jahreszahl ein kleines hoch stehendes ʿAin nachgestellt. Eine weitere Funktion des alleinstehenden Hamza ist als Ersatz für das Dezimaltrennzeichen U+066B, das dem Hamza ähnlich sieht (Beispiel: ۲٬۰۰۰ء۵۰ für 2.000,50).

#### Kashmiri
In der arabischen Schrift des Kashmiri werden zwei verschiedene Hamza-Formen zur Vokalisierung verwendet. Übergesetzt ein Hamza für den Laut [ə], untergesetzt für den Laut [ɨ] – die „normale“ Hamza-Form wird dabei für einen Kurzvokal und ein gewelltes Hamza für einen Langvokal gesetzt.
Für einen Vokal im Anlaut ist das Hamza über oder unter Alif zu setzen, ein kurzes [ə] im Auslaut wird mit Hamza über Hāʾ verschriftet. In den übrigen Positionen wird Hamza über oder unter das unmittelbar vorstehende Konsonantenzeichen gesetzt.

#### Sindhi
Die arabische Schrift des Sindhi kennt ein Hamza mit zwei nebeneinander stehenden, vertikalen Strichen unterhalb (۽) als Zeichen für das Wort „und“. Das Dezimaltrennzeichen der arabischen Schrift des Sindhi ist dem Hamza in seiner Form ähnlich. Das Hamza über Yāʾ ist, wie auch am Wortende das alleinstehende Hamza, als Hiatus-Zeichen in Verwendung.

### Turksprachen

#### Uigurisch
In der arabischen Schrift der uigurischen Sprache existiert Hamza „auf einem Zahn“ (ﺋ). Dieses Zeichen wird als integraler Bestandteil der isolierten und initialen Form der Vokalzeichen (Beispiel Uyghur / ئۇيغۇر – vor dem u / ۇ am Wortbeginn steht ein <ﺋ>, derselbe Vokal in der zweiten Silbe steht ohne Hamza) gedacht und wird vor jedem Vokalzeichen am Silben- oder Wortbeginn gesetzt. Als erstes Zeichen eines Wortes übernimmt <ﺋ> somit die Funktion eines Dummybuchstaben, die etwa im Paschtunischen ein initial stehendes Alif innehat.
Steht <ﺋ> medial oder am Wortende, repräsentiert es einen Hiatus, eine Silbengrenze; in der Aussprache wird dieses mediale Hamza oft als lang ausgesprochener Vokal realisiert. „Hamza auf einem Zahn“ gilt in dieser Funktion ebenfalls nicht als eigener Buchstabe, sondern als eine spezielle Schreibweise von Vokalen in Mittel- oder Endposition und tritt gewöhnlich in Wörtern arabischen Ursprungs auf, wo es ein ʿAin oder Hamza des arabischen Ursprungswortes ersetzt.
„Hamza auf einem Zahn“ kommt in der Wortmitte bis auf wenige Ausnahmen nur in Fremd- und Lehnwörtern vor. In den anderen Schriften des Uigurischen wird ein Hiatus, wenn überhaupt, nur in der Wortmitte mit einem Graphem markiert.

#### Kasachisch
Die arabische Schrift der kasachischen Sprache, in Verwendung im Autonomen Gebiet Xinjiang in der Volksrepublik China, verwendet ein „hohes Hamza“ um einen Wortbeginn mit einem Laut der Vokalreihe /æ,ø,i,ʏ/ zu kennzeichnen. Das hohe Hamza kann in Kombination mit Alif, Wāw, Yāʾ und U stehen – dieselben Schriftzeichen ohne hohes Hamza repräsentieren die Vokalreihe /a,o,ɯ,u/.

### Chinesisch
| Xiao’erjing: | ءَ | اِئ | ـِئ  | يُؤ  | ـُؤ      | ءِ  | ـِؤ  | ءُ  | ءًا | ءٌ  | ءٍ   | ءْا  |
| Pinyin:      | a | ye | -ie | yue | -ue -üe | yi | -ei | wu | an | en | yin | ang |

In der arabisch-basierten Schrift Xiao’erjing ist Hamza in verschiedenen Erscheinungsformen Bestandteil einiger Silbenendlaute und Vokale. Glottisschläge werden, obwohl sie auch im Chinesischen phonemisch sind, im Xiao’erjing nicht verschriftet.

## Zeichenkodierung
In Unicode ist das Hamza nicht nur als kombinierendes diakritisches Zeichen kodiert, sondern auch in isolierter Form und als Einheit mit einem Trägerzeichen. Das hohe Hamza der kasachisch-arabischen Schrift ist sowohl mit seinen möglichen Begleitern als Einheit als auch als kombinierendes Zeichen kodiert, das gewellte Hamza des Kashmiri lediglich mit Alif als Träger.
Im Unicode-Block Arabisch finden sich alle Hamza-Varianten bis auf das Re mit Hamza, das im Block Arabisch, Ergänzung aufgenommen ist. Diese Zeichen passen sich ihrer Position im Wort automatisch an und erscheinen dementsprechend in isolierter, finaler, medialer oder initialer Form. In den Blöcken Arabische Präsentationsformen-A und Arabische Präsentationsformen-B sind ein Großteil der Zeichen ein weiteres Mal sowie zusätzlich einige Ligaturen aufgeführt. Die Zeichen der beiden letztgenannten Unicode-Blöcke passen sich nicht an ihre Position im Wort an.
| Block                           | Beschreibung                                     | Codepunkt | Unicode-Name                                                         | HTML     | Zeichen |
| ------------------------------- | ------------------------------------------------ | --------- | -------------------------------------------------------------------- | -------- | ------- |
| Arabisch                        | Hamza                                            | U+0621    | ARABIC LETTER HAMZA                                                  | &#1569;  | ء       |
| Arabisch                        | Hamza über Alif                                  | U+0623    | ARABIC LETTER ALEF WITH HAMZA ABOVE                                  | &#1571;  | أ       |
| Arabisch                        | Hamza über Wāw                                   | U+0624    | ARABIC LETTER WAW WITH HAMZA ABOVE                                   | &#1572;  | ؤ       |
| Arabisch                        | Hamza unter Alif                                 | U+0625    | ARABIC LETTER ALEF WITH HAMZA BELOW                                  | &#1573;  | إ       |
| Arabisch                        | Hamza über Ya                                    | U+0626    | ARABIC LETTER YEH WITH HAMZA ABOVE                                   | &#1574;  | ئ       |
| Arabisch                        | übergesetztes Hamza                              | U+0654    | ARABIC HAMZA ABOVE                                                   | &#1620;  | ٔ        |
| Arabisch                        | untergesetztes Hamza                             | U+0655    | ARABIC HAMZA BELOW                                                   | &#1621;  | ٕ        |
| Arabisch                        | Alif mit übergesetztem gewellten Hamza           | U+0672    | ARABIC LETTER ALEF WITH WAVY HAMZA ABOVE                             | &#1650;  | ٲ       |
| Arabisch                        | Alif mit untergesetztem gewellten Hamza          | U+0673    | ARABIC LETTER ALEF WITH WAVY HAMZA BELOW                             | &#1651;  | ٳ       |
| Arabisch                        | hohes Hamza                                      | U+0674    | ARABIC LETTER HIGH HAMZA                                             | &#1652;  | ٴ       |
| Arabisch                        | Alif mit hohem Hamza                             | U+0675    | ARABIC LETTER HIGH HAMZA ALEF                                        | &#1653;  | ٵ       |
| Arabisch                        | Wāw mit hohem Hamza                              | U+0676    | ARABIC LETTER HIGH HAMZA WAW                                         | &#1654;  | ٶ       |
| Arabisch                        | U mit hohem Hamza                                | U+0677    | ARABIC LETTER U WITH HAMZA ABOVE                                     | &#1655;  | ٷ       |
| Arabisch                        | Ya mit hohem Hamza                               | U+0678    | ARABIC LETTER HIGH HAMZA YEH                                         | &#1656;  | ٸ       |
| Arabisch                        | Hamza über Ḥa                                    | U+0681    | ARABIC LETTER HAH WITH HAMZA ABOVE                                   | &#1665;  | ځ       |
| Arabisch                        | Hamza über Ha                                    | U+06C0    | ARABIC LETTER HEH WITH YEH ABOVE                                     | &#1728;  | ۀ       |
| Arabisch                        | Hamza über Tschhoti He                           | U+06C2    | ARABIC LETTER HEH GOAL WITH HAMZA ABOVE                              | &#1730;  | ۂ       |
| Arabisch                        | Hamza über Bari Ye                               | U+06D3    | ARABIC LETTER YEH BARREE WITH HAMZA ABOVE                            | &#1747;  | ۓ       |
| Arabisch                        | Sindhi-Und                                       | U+06FD    | ARABIC SIGN SINDHI AMPERSAND                                         | &#1789;  | ۽       |
| Arabisch, Ergänzung             | Hamza über Re                                    | U+076C    | ARABIC LETTER REH WITH HAMZA ABOVE                                   | &#1900;  | ݬ       |
| Arabische Präsentationsformen-A | Hamza über Ha (isoliert)                         | U+FBA4    | ARABIC LETTER HEH WITH YEH ABOVE ISOLATED FORM                       | &#64420; | ﮤ       |
| Arabische Präsentationsformen-A | Hamza über Ha (final)                            | U+FBA4    | ARABIC LETTER HEH WITH YEH ABOVE FINAL FORM                          | &#64421; | ﮥ       |
| Arabische Präsentationsformen-A | Hamza über Bari Ye (isoliert)                    | U+FBB0    | ARABIC LETTER YEH BARREE WITH HAMZA ABOVE ISOLATED FORM              | &#64432; | ﮰ       |
| Arabische Präsentationsformen-A | Hamza über Bari Ye (final)                       | U+FBB1    | ARABIC LETTER YEH BARREE WITH HAMZA ABOVE FINAL FORM                 | &#64433; | ﮱ       |
| Arabische Präsentationsformen-A | Hamza über U (isoliert)                          | U+FBDD    | ARABIC LETTER U WITH HAMZA ABOVE ISOLATED FORM                       | &#64477; | ﯝ       |
| Arabische Präsentationsformen-A | Ligatur Ye mit Hamza und Alif (isoliert)         | U+FBEA    | ARABIC LIGATURE YEH WITH HAMZA ABOVE WITH ALEF ISOLATED FORM         | &#64490; | ﯪ       |
| Arabische Präsentationsformen-A | Ligatur Ye mit Hamza und Alif (final)            | U+FBEB    | ARABIC LIGATURE YEH WITH HAMZA ABOVE WITH ALEF FINAL FORM            | &#64491; | ﯫ       |
| Arabische Präsentationsformen-A | Ligatur Ye mit Hamza und Ä (isoliert)            | U+FBEC    | ARABIC LIGATURE YEH WITH HAMZA ABOVE WITH AE ISOLATED FORM           | &#64492; | ﯬ       |
| Arabische Präsentationsformen-A | Ligatur Ye mit Hamza und Ä (final)               | U+FBED    | ARABIC LIGATURE YEH WITH HAMZA ABOVE WITH AE FINAL FORM              | &#64493; | ﯭ       |
| Arabische Präsentationsformen-A | Ligatur Ye mit Hamza und Wāw (isoliert)          | U+FBEE    | ARABIC LIGATURE YEH WITH HAMZA ABOVE WITH WAW ISOLATED FORM          | &#64494; | ﯮ       |
| Arabische Präsentationsformen-A | Ligatur Ye mit Hamza und Wāw (final)             | U+FBEF    | ARABIC LIGATURE YEH WITH HAMZA ABOVE WITH WAW FINAL FORM             | &#64495; | ﯯ       |
| Arabische Präsentationsformen-A | Ligatur Ye mit Hamza und U (isoliert)            | U+FBF0    | ARABIC LIGATURE YEH WITH HAMZA ABOVE WITH U ISOLATED FORM            | &#64496; | ﯰ       |
| Arabische Präsentationsformen-A | Ligatur Ye mit Hamza und U (final)               | U+FBF1    | ARABIC LIGATURE YEH WITH HAMZA ABOVE WITH U FINAL FORM               | &#64497; | ﯱ       |
| Arabische Präsentationsformen-A | Ligatur Ye mit Hamza und Ö (isoliert)            | U+FBF2    | ARABIC LIGATURE YEH WITH HAMZA ABOVE WITH OE ISOLATED FORM           | &#64498; | ﯲ       |
| Arabische Präsentationsformen-A | Ligatur Ye mit Hamza und Ö (final)               | U+FBF3    | ARABIC LIGATURE YEH WITH HAMZA ABOVE WITH OE FINAL FORM              | &#64499; | ﯳ       |
| Arabische Präsentationsformen-A | Ligatur Ye mit Hamza und Yu (isoliert)           | U+FBF4    | ARABIC LIGATURE YEH WITH HAMZA ABOVE WITH YU ISOLATED FORM           | &#64500; | ﯴ       |
| Arabische Präsentationsformen-A | Ligatur Ye mit Hamza und Yu (final)              | U+FBF5    | ARABIC LIGATURE YEH WITH HAMZA ABOVE WITH YU FINAL FORM              | &#64501; | ﯵ       |
| Arabische Präsentationsformen-A | Ligatur Ye mit Hamza und E (isoliert)            | U+FBF6    | ARABIC LIGATURE YEH WITH HAMZA ABOVE WITH E ISOLATED FORM            | &#64502; | ﯶ       |
| Arabische Präsentationsformen-A | Ligatur Ye mit Hamza und E (final)               | U+FBF7    | ARABIC LIGATURE YEH WITH HAMZA ABOVE WITH E FINAL FORM               | &#64503; | ﯷ       |
| Arabische Präsentationsformen-A | Ligatur Ye mit Hamza und E (initial)             | U+FBF8    | ARABIC LIGATURE YEH WITH HAMZA ABOVE WITH E INITIAL FORM             | &#64504; | ﯸ       |
| Arabische Präsentationsformen-A | Ligatur Ye mit Hamza und Alif maqsūra (isoliert) | U+FBF9    | ARABIC LIGATURE YEH WITH HAMZA ABOVE WITH ALEF MAKSURA ISOLATED FORM | &#64505; | ﯹ       |
| Arabische Präsentationsformen-A | Ligatur Ye mit Hamza und Alif maqsūra (final)    | U+FBFA    | ARABIC LIGATURE YEH WITH HAMZA ABOVE WITH ALEF MAKSURA FINAL FORM    | &#64506; | ﯺ       |
| Arabische Präsentationsformen-A | Ligatur Ye mit Hamza und Alif maqsūra (initial)  | U+FBFB    | ARABIC LIGATURE YEH WITH HAMZA ABOVE WITH ALEF MAKSURA INITIAL FORM  | &#64507; | ﯻ       |
| Arabische Präsentationsformen-A | Ligatur Ye mit Hamza und Dschim (isoliert)       | U+FC00    | ARABIC LIGATURE YEH WITH HAMZA ABOVE WITH JEEM ISOLATED FORM         | &#64512; | ﰀ       |
| Arabische Präsentationsformen-A | Ligatur Ye mit Hamza und Ḥa (isoliert)           | U+FC01    | ARABIC LIGATURE YEH WITH HAMZA ABOVE WITH HAH ISOLATED FORM          | &#64513; | ﰁ       |
| Arabische Präsentationsformen-A | Ligatur Ye mit Hamza und Mim (isoliert)          | U+FC02    | ARABIC LIGATURE YEH WITH HAMZA ABOVE WITH MEEM ISOLATED FORM         | &#64514; | ﰂ       |
| Arabische Präsentationsformen-A | Ligatur Ye mit Hamza und Alif maqsūra (isoliert) | U+FC03    | ARABIC LIGATURE YEH WITH HAMZA ABOVE WITH ALEF MAKSURA ISOLATED FORM | &#64515; | ﰃ       |
| Arabische Präsentationsformen-A | Ligatur Ye mit Hamza und Ya (isoliert)           | U+FC04    | ARABIC LIGATURE YEH WITH HAMZA ABOVE WITH YEH ISOLATED FORM          | &#64516; | ﰄ       |
| Arabische Präsentationsformen-A | Ligatur Ye mit Hamza und Ra (final)              | U+FC64    | ARABIC LIGATURE YEH WITH HAMZA ABOVE WITH REH FINAL FORM             | &#64612; | ﱤ       |
| Arabische Präsentationsformen-A | Ligatur Ye mit Hamza und Zay (final)             | U+FC65    | ARABIC LIGATURE YEH WITH HAMZA ABOVE WITH ZAIN FINAL FORM            | &#64613; | ﱥ       |
| Arabische Präsentationsformen-A | Ligatur Ye mit Hamza und Mim (final)             | U+FC66    | ARABIC LIGATURE YEH WITH HAMZA ABOVE WITH MEEM FINAL FORM            | &#64614; | ﱦ       |
| Arabische Präsentationsformen-A | Ligatur Ye mit Hamza und Nun (final)             | U+FC67    | ARABIC LIGATURE YEH WITH HAMZA ABOVE WITH NOON FINAL FORM            | &#64615; | ﱧ       |
| Arabische Präsentationsformen-A | Ligatur Ye mit Hamza und Alif maqsūra (final)    | U+FC68    | ARABIC LIGATURE YEH WITH HAMZA ABOVE WITH ALEF MAKSURA FINAL FORM    | &#64616; | ﱨ       |
| Arabische Präsentationsformen-A | Ligatur Ye mit Hamza und Ya (final)              | U+FC69    | ARABIC LIGATURE YEH WITH HAMZA ABOVE WITH YEH FINAL FORM             | &#64617; | ﱩ       |
| Arabische Präsentationsformen-A | Ligatur Ye mit Hamza und Dschim (initial)        | U+FC97    | ARABIC LIGATURE YEH WITH HAMZA ABOVE WITH JEEM INITIAL FORM          | &#64663; | ﲗ       |
| Arabische Präsentationsformen-A | Ligatur Ye mit Hamza und Ḥa (initial)            | U+FC98    | ARABIC LIGATURE YEH WITH HAMZA ABOVE WITH HAH INITIAL FORM           | &#64664; | ﲘ       |
| Arabische Präsentationsformen-A | Ligatur Ye mit Hamza und Cha (initial)           | U+FC99    | ARABIC LIGATURE YEH WITH HAMZA ABOVE WITH KHAH INITIAL FORM          | &#64665; | ﲙ       |
| Arabische Präsentationsformen-A | Ligatua Ya mid Hamza und Mim (initial)           | U+FC9A    | ARABIC LIGATURE YEH WITH HAMZA ABOVE WITH MEEM INITIAL FORM          | &#64666; | ﲚ       |
| Arabische Präsentationsformen-A | Ligatur Ye mit Hamza und Ha (initial)            | U+FC9B    | ARABIC LIGATURE YEH WITH HAMZA ABOVE WITH HEH INITIAL FORM           | &#64667; | ﲛ       |
| Arabische Präsentationsformen-A | Ligatur Ye mit Hamza und Mim (medial)            | U+FCDF    | ARABIC LIGATURE YEH WITH HAMZA ABOVE WITH MEEM MEDIAL FORM           | &#64735; | ﳟ       |
| Arabische Präsentationsformen-A | Ligatur Ye mit Hamza und Ha (medial)             | U+FCE0    | ARABIC LIGATURE YEH WITH HAMZA ABOVE WITH HEH MEDIAL FORM            | &#64736; | ﳠ       |
| Arabische Präsentationsformen-B | Hamza isoliert                                   | U+FE80    | ARABIC LETTER HAMZA ISOLATED FORM                                    | &#65152; | ﺀ       |
| Arabische Präsentationsformen-B | Hamza über Alif (isoliert)                       | U+FE83    | ARABIC LETTER ALEF WITH HAMZA ABOVE ISOLATED FORM                    | &#65155; | ﺃ       |
| Arabische Präsentationsformen-B | Hamza über Alif (final)                          | U+FE84    | ARABIC LETTER ALEF WITH HAMZA ABOVE FINAL FORM                       | &#65156; | ﺄ       |
| Arabische Präsentationsformen-B | Hamza über Wāw (isoliert)                        | U+FE85    | ARABIC LETTER WAW WITH HAMZA ABOVE ISOLATED FORM                     | &#65157; | ﺅ       |
| Arabische Präsentationsformen-B | Hamza über Wāw (final)                           | U+FE86    | ARABIC LETTER WAW WITH HAMZA ABOVE ISOLATED FORM                     | &#65158; | ﺆ       |
| Arabische Präsentationsformen-B | Hamza unter Alif (isoliert)                      | U+FE87    | ARABIC LETTER ALEF WITH HAMZA BELOW ISOLATED FORM                    | &#65159; | ﺇ       |
| Arabische Präsentationsformen-B | Hamza unter Alif (final)                         | U+FE88    | ARABIC LETTER ALEF WITH HAMZA BELOW FINAL FORM                       | &#65160; | ﺈ       |
| Arabische Präsentationsformen-B | Hamza über Ya (isoliert)                         | U+FE89    | ARABIC LETTER YEH WITH HAMZA ABOVE ISOLATED FORM                     | &#65161; | ﺉ       |
| Arabische Präsentationsformen-B | Hamza über Ya (final)                            | U+FE8A    | ARABIC LETTER YEH WITH HAMZA ABOVE FINAL FORM                        | &#65162; | ﺊ       |
| Arabische Präsentationsformen-B | Hamza über Ya (initial)                          | U+FE8B    | ARABIC LETTER YEH WITH HAMZA ABOVE INITIAL FORM                      | &#65163; | ﺋ       |
| Arabische Präsentationsformen-B | Hamza über Ya (medial)                           | U+FE8C    | ARABIC LETTER YEH WITH HAMZA ABOVE MEDIAL FORM                       | &#65164; | ﺌ       |
| Arabische Präsentationsformen-B | Hamza über Lam-Alif (isoliert)                   | U+FEF7    | ARABIC LIGATURE LAM WITH ALEF WITH HAMZA ABOVE ISOLATED FORM         | &#65271; | ﻷ       |
| Arabische Präsentationsformen-B | Hamza über Lam-Alif (final)                      | U+FEF8    | ARABIC LIGATURE LAM WITH ALEF WITH HAMZA ABOVE FINAL FORM            | &#65272; | ﻸ       |
| Arabische Präsentationsformen-B | Hamza unter Lam-Alif (isoliert)                  | U+FEF9    | ARABIC LIGATURE LAM WITH ALEF WITH HAMZA BELOW ISOLATED FORM         | &#65273; | ﻹ       |
| Arabische Präsentationsformen-B | Hamza unter Lam-Alif (final)                     | U+FEFA    | ARABIC LIGATURE LAM WITH ALEF WITH HAMZA BELOW FINAL FORM            | &#65274; | ﻺ       |

In Windows-1256, MacArabic, ISO 8859, ISO 8859-6, Codepage 708, Codepage 720 und Codepage 864 sind jeweils die Hamza- und Madda-Varianten der arabischen Sprache kodiert. ArabTeX ist den Bedürfnissen aller hier aufgeführten arabischen Schriften inklusive des koranischen Arabisch angepasst. In arabischen Tastaturlayouts sind meist neben Hamza und Madda auch die fertigen Kombinationen von Trägerbuchstaben plus Hamza bzw. Madda vorhanden.
Für die Transkription in DMG und EI (ʾ):
| Unicode Codepoint | U+02BE                          |
| Unicode-Name      | MODIFIER LETTER RIGHT HALF RING |
| HTML              | &#702;                          |